# Jiři Bezlaj
Jiři Bezlaj, slovenski kipar, * 29. maj 1949, Ljubljana (Bežigrad).

## Življenjepis
Jiři Bezlaj se je rodil 29. maja 1949 v Ljubljani.   
Za Bežigradom je hodil v najprej v osnovno šolo, ki je tedaj gostovala v stavbi Bežigrajske gimnazije, blizu katere je bil doma, nato še v gimnazijo. Po končani gimnaziji se je vpisal na likovno akademijo, kjer je  leta 1974 diplomiral iz kiparstva. 1977 se je kot učitelj umetnostne vzgoje (oz. kasneje) umetnostne zgodovine s polovičnim delovnim časom zaposlil na Bežigrajski gimnaziji, kjer je že leto prej vodil likovni krožek in kjer je dočakal tudi upokojitev. Zaposlitev je bila finančne narave, do takrat se je le stežka preživljal, prodal je malo in pod ceno, ker z deli, ki jih je ustvaril po naročilu, ni bil zadovoljen, razen s Kristusi na križu, ustvarjenimi v lesu ali terakoti, ki jih je sicer izdeloval zaradi zaslužka, vendar mu je bil motiv blizu in jih je rad oblikoval. Sploh so ga že kot študenta zanimale starodavne religije.  
Po letu 1980 si je lahko privoščil dražji material, pričel je ustvarjati v kamnu, kar si je vedno želel. Dobil je tudi prva večja naročila. Razstavljal je veliko, vsako leto tudi po pet razstav. Prvi kamniti kipi so bili prepleti, vozli in kače. Nato fosili – okamenelo življenje, žrtveniki, obredi žrtvovanja, nazadnje pa oživljen kamen, zbirka kamnitih cvetov Poletje z močnim erotičnim nabojem. Zadnjih nekaj let je sodeloval na nagradnem natečaju za najboljši esej, ki ga vsako leto razpisuje revija Sodobnost. Vsi eseji so bili objavljeni, tisti iz leta 2013 pa je bil nagrajen kot najboljši. Kot pripovedovalec pravljic je tudi reden gost Pripovedovalskega festivala v Ljubljani.  
Leta 2016 izdal kontroverzni roman Evangelij za pitbule, ki ga je napisal na osnovi pripovedi njegovih učenk in z njim sprožil javne in strokovne polemike.  
V ljubljanski Mestni galeriji je imel od konca novembra 2019 do januarja 2020 pregledno razstavo z naslovom KAMEN, za katero je mdr. predelal in dopolnil nekatere svoje starejše skulpture. 

## Nekatera dela
Na javnih površinah so postavljena dela: 
- Janko Kersnik, avla osnovne šole na Brdu pri Lukovici (1978);
- kip iz cikla Posvečeno reki, Maribor (1986);
- kip pred restavracijo Jezero, Velenje, naročnik rudnik Velenje (1989);
- spominsko obeležje Otonu Župančiču, Ljubljana, naročnik Društvo Belokranjcev (1994);
- dela iz cikla Epoptes, Ekonomska fakulteta, Ljubljana (1997);
- kip na Filozofski fakulteti
- kip na Fakulteti za elektrotehniko
- Skulptura pred Tržiškim muzejem, Tržič (ob simpoziju, 2001);
- Mobitelov vodnjak, Ploščad Ajdovščina, Ljubljana (2001);
- Skulptura, projekt Grosuplje – mesto kipov (2004);
- Sv. Miklavž iz brona, trg pred cerkvijo v Logatcu.

Njegova dela so v zbirkah NLB, Mercator, Ribniška likovna zbirka, Mestni muzeji in galerije Ljubljana, didaktična zbirka Ribnica in Novo mesto.